# Sabot (militaire)

Obus flèche avec son sabot.

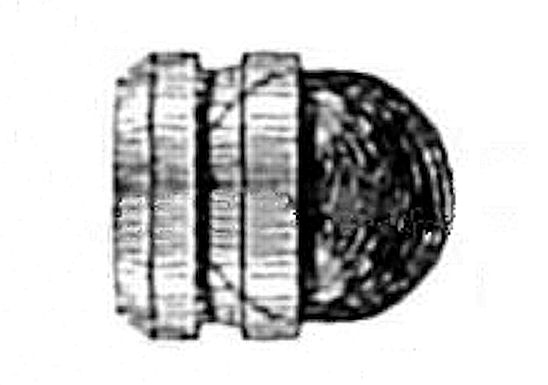
Obus avec son sabot, pour le canon Paixhans en 1824

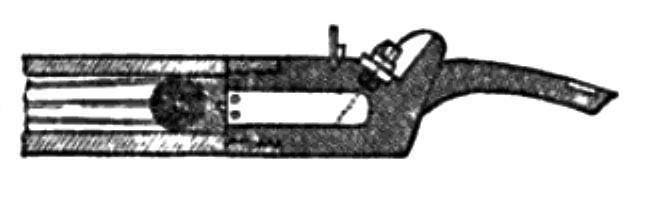
Balle en plomb maintenue par un sabot en bois dans un fusil d'Henri-Gustave Delvigne.

Pour les articles homonymes, voir Sabot.

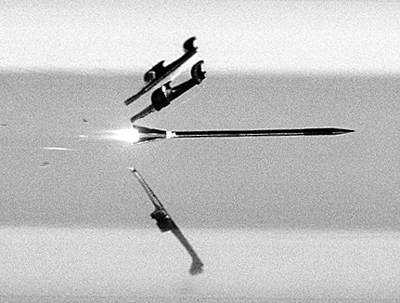
Obus flèche au moment de la séparation d'avec le sabot.

Le sabot est un dispositif militaire utilisé dans les canons pour tirer un projectile sous-calibré, ou s'il doit être maintenu dans une position précise.

## Conception
Comme un joint est nécessaire pour piéger les gaz propulseurs derrière le projectile et pour garder le projectile centré dans le canon, une pièce est nécessaire pour combler l'espace entre le projectile et le canon, c'est le rôle du sabot. Tirer un projectile de faible calibre enveloppé dans un sabot permet d'accroitre la vitesse initiale du projectile. Fabriqué dans un matériau léger (généralement en plastique pour les armes de petit calibre et en aluminium - et, dans les temps anciens, en bois ou en papier mâché - pour les canons), le sabot est généralement constitué de plusieurs pièces maintenues en place par la cartouche. Lorsque le projectile est tiré, il maintient les gaz derrière le projectile, et permet d'accélérer le projectile dans le canon. Lorsque le sabot atteint l'extrémité du canon, n'étant plus maintenu par celui-ci et sous l'action de l'air il se détache du projectile.
Les sabots sont utilisés pour tirer les fléchettes qui forment les obus flèches. Un sabot est également utilisé pour tirer des obus à fléchettes anti-personnel. Cet obus se compose d'un sabot enveloppant de nombreuses fléchettes sous-calibrées. Le sabot maintient les fléchettes serrées ensemble jusqu'à ce que le sabot s'en sépare après la sortie du canon. Pour connaitre les raisons qui font qu'un projectile de plus petit diamètre peut être souhaitable, voir balistique extérieure et balistique terminale.
Le nom de "sabot" provient des chaussures en bois.

## Types de sabots

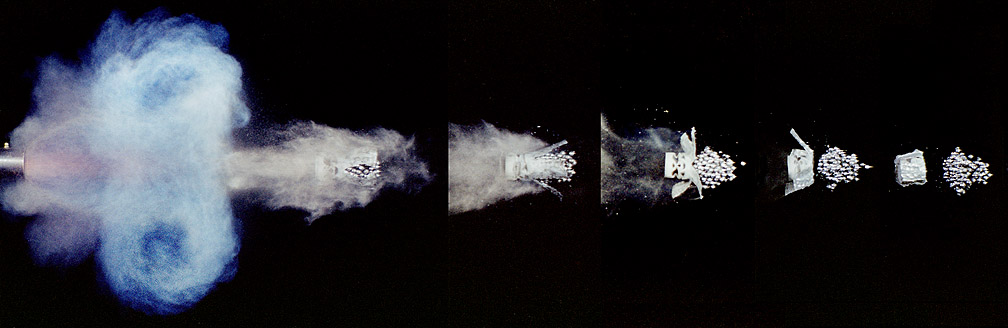
Série de photos (exposition : 1/1000000 seconde) montrant le tir d'un projectile et la séparation du sabot avec celui-ci

Type de sabots:
1. Sabot enveloppant
2. Sabot enveloppant ouvrant
3. Sabot détachable
4. Sabot broché
5. Sabot annulaire

### Sabot enveloppant
Un sabot enveloppant supporte les côtés et la face arrière du projectile. Lorsque le sabot quitte le canon, la pression de l'air le fait se détacher du projectile.

### Sabot enveloppant ouvrant
Généralement utilisés dans les armes de petit calibre (le plus souvent à chargement par la bouche), un sabot enveloppant ouvrant a une pièce entourant la face postérieure et les côtés du projectile. Après le tir, lorsque le sabot et le projectile quittent le canon, sous l'effet de la force centrifuge due à la rotation du projectile, la partie latérale du sabot s'ouvre libérant celui-ci.

### Sabot à embase détachable
Un sabot à embase détachable a une pièce soutenant la base du projectile et des pièces distinctes qui entourent les côtés du projectile et qui permettent de le maintenir centré dans le canon.
Le sabot à embase détachable permet une meilleure séparation du projectile que les sabots enveloppants ou enveloppants ouvrants, mais il est plus coûteux à produire car il est composé d'un assemblage de plusieurs pièces.

### Sabot broché
Un sabot broché utilise un ensemble d'anneaux appariés (généralement deux) ayant une section centrale en contact avec le projectile long, et dont la section avant maintient centré le projectile dans le canon, et une section arrière qui participe aussi au centrage du projectile et qui assure l'étanchéité vis-à-vis des gaz propulseurs.
Les obus antiblindage occidentaux sont équipés de sabots brochés. Voir en début d'article la photo légendée "Obus flèche au moment de la séparation d'avec le sabot".
Les cartouches à balle des fusils de chasse utilisent souvent des sabots moulés en plastique semblables au sabot broché. Ils enveloppent la munition sur toute sa longueur et sont conçus pour être utilisés dans des canons rayés.

### Sabot annulaire

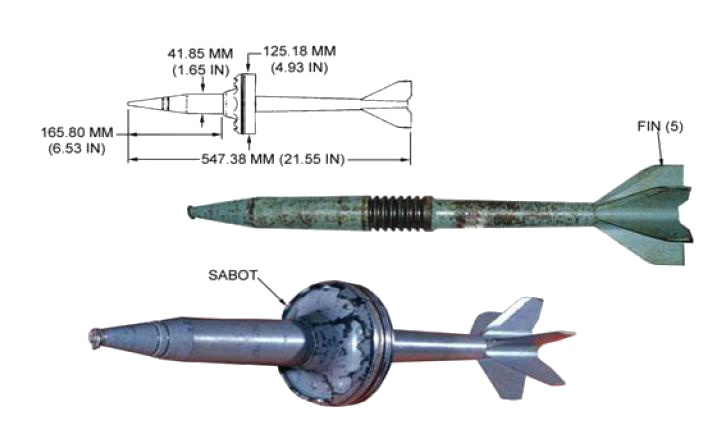
Obus soviétique antichar BM-15 avec sabot annulaire

Un sabot annulaire utilise l'empennage arrière sur un projectile long pour le centrer, et le sabot n'étant constitué que d'un mince anneau autour du projectile près de l'avant, réalisant l'étanchéité vis-à-vis des gaz propulseurs et centrant la partie avant du projectile.
Comme l'empennage arrière doit avoir le même diamètre que l'alésage du canon, il est généralement plus grand que ce qui est optimal pour les performances en vol.
Plusieurs obus antiblindage soviétiques et ceux de la Russie utilisent ce type de sabot.